# Shi (personificador)
El shi (en chino, 尸; pinyin, 'shī'; Wade-Giles, 'sh'ih'; literalmente, ‘cuerpo’) era un "personificador" ceremonial que representaba a un pariente fallecido durante sacrificios ancestrales antiguos. En una ceremonia shi, el espíritu ancestral supuestamente entra en el "cuerpo" del personificador de la persona fallecida, quien come y bebe las ofrendas del sacrificio y transmite mensajes del espíritu. James Legge (1895 IV:135), un antiguo traductor de los clásicos chinos, describió las ceremonias de personificación shi como "grandes reuniones familiares en las que los muertos y los vivos se reúnen, comen y beben juntos, donde los vivos rinden culto a los muertos, y los muertos bendicen a los vivos." En términos modernos, esta práctica china antigua de shi cae dentro de la categoría de necromancia, médium, o posesión espiritual.

## Palabra

Escritura en huesos oraculares de shi 尸

Escritura en bronce de shi 尸

Escritura de sello de shi 尸

La palabra shi 尸 "cuerpo; personificador; inactivo; disposición; gestión; tableta espiritual" puede ser analizada mediante la evolución de los caracteres chinos, fonología china histórica, semántica, y las traducciones.

### Caracteres
El carácter moderno 尸 de shi "cuerpo; personificador" es una simplificación gráfica de un antiguo pictograma con su espalda doblada y las piernas recogidas. Los primeros registros de shi corresponden a escritura en huesos oraculares que se remontan a fines de la dinastía Shang (ca. 1600–ca. 1046 a. C.). El símbolo en escritura en huesos oraculares de shi 尸 "cuerpo" era utilizado también para yi 夷 "bárbaro; pueblos no chinos (especialmente del este, ver Dongyi); cómodo; nivel". El símbolo en escritura en bronce de shi 尸, encontrado en inscripciones chinas sobre bronce que se remontan a las dinastías Shang y Zhou (ca. 1045 a. C.-ca. 256 a. C.), posee la espalda y piernas más curvadas. La escritura de sello estilizada gráfica de shi, estandarizado durante la dinastía Qin (221-207 a. C.), se asemeja al carácter de la escritura regular (Kaishu) 尸.
En la actualidad, shi 尸 es comúnmente usado como el "radical cuerpo/figura" en caracteres chinos (número 44 en la Lista de radicales Kangxi) que para escribir la palabra original "cuerpo". Muchos caracteres escritos con este radical involucran al cuerpo (por ejemplo, niao 尿 "orina" con 水 "agua"), pero no todos (por ejemplo wu 屋 "casa; cuarto" junto con 至 "ir hacia").
Shi 尸 "cuerpo; cadáver" tiene un carácter chino variante 屍 que combina el "radical del cuerpo" 尸 con si 死 "muerto" (e.g., jiang shi 僵屍 "cuerpo rígido") Michael Carr explica, "Este shi 屍 'cuerpo muerto' semánticamente redundante diferencia gráficamente el significado 'cuerpo' de shi 尸 de sus otros significados tales como 'personificador'."

### Significado
Los textos chinos clásicos utilizan la palabra shi 尸 in seis significados:
- (1) "cuerpo; cuerpo de una persona muerta"
- (2) "personificador de un ancestro muerto"
- (3) "sin movimiento; inactivo"
- (4) "yacer; ordenar; exponer"
- (5) "gestionar; dirigir; tableta espiritual"
- (6) "nombres propios (de un sitio, familia, y ave)"

Carr explica las conexiones semánticas entre estos significados de shi. El significado básico (1) "cuerpo" fue extendido semánticamente a (2) "acto en representación de un cuerpo" o "personificador de un ancestro muerto" y (3) "actuar como un cuerpo" o "sin movimiento; inactivo; que no hace nada". Significado (4) "yacer, ordenar; exponer" generaliza "yacer un cuerpo." Significado (5) "gestionar; dirigir; tableta ancestral" que vincula el shi (2) "personificador" con el reemplazo metafórico "tableta ancestral". El significado (6) utiliza shi para transcribir nombres propios.
El significado (1) es el núcleo de "cuerpo; cuerpo muerto; cadáver". Los textos rituales primitivos, por ejemplo el Liji "Clásico de Ritos", Zhouli "Ritos de Zhou", y Yili "Etiqueta y Ritos", usan con frecuencia shi "cuerpo" en contextos mortuorios y de funeral. Por ejemplo en un pasaje del Liji se lee:
Tan pronto como ocurrió la muerte, el cadáver fue trasladado al sofá y cubierto con una gran sábana. Las ropas en las que había fallecido el occiso fueron retiradas. Un sirviente tapó la boca con la cuchara de cuerno; y para evitar que los pies se contraigan, se empleó un taburete. Estas disposiciones eran las mismas para un gobernante, un gran oficial y un oficial ordinario.
El significado (2) de Shi "personificador; representante en el homenaje al espíritu de una persona muerta" se discute más abajo.
El significado (3) expande en forma figurada shi a "que asemeja a un cadáver", lo cual de una manera contextual significa "inmóvil; calmo" o "inactivo; negligente; remiso". Una oda Shijing  lamenta que, "los hombres buenos se sientan inmóviles y en silencio". Karlgren explica, "'Los hombres buenos representan al cadáver,' actúan la parte de un representante del muerto en una ofrenda, quien se sienta quieto y en silencio durante toda la ceremonia; o sea permanecen inmóviles y no hacen nada para ayudar." El Lunyu ("Analectas de Confucio") usa shi para homenajear a Confucio, "En el lecho, él no yace como un cuerpo." Los comentaristas no acuerdan sobre si ello significa "duerme con los brazos y piernas extendidas" o "duerme con el rostro orientado al norte (la tierra de los muertos)".
El significado (4) es similar al chino chen 陳 "yacer; acomodar; ordenar; exponer". Ejemplos en los textos clásicos van desde específicamente "yacer (un cuerpo)" a en forma general "disponer; acomodar; ordenar". El Liji distingue entre shi 尸 "cuerpo fuera de un ataúd" y jiu 柩 (con el "radical madera" y un jiu fonético 匛 "extenso; perdurable") "cuerpo en ataúd" (tr. Legge 1885 27:117): "(El cuerpo) en el sofá es denominado [shi] (el reclinado); cuando es ubicado en el ataúd, que se denomina [jiu] (estar en la casa perdurable)." Un poema Shijing (185, tr. Karlgren 1950) hace referencia a hombres convocados a la guerra, "No hay madres que dispongan los platos (para el sacrificio)."